# Ніколс (селище, Нью-Йорк)
Ніколс (англ. Nichols) — селище (англ. village) в США, в окрузі Тайога штату Нью-Йорк. Населення — 457 осіб (2020).

## Географія
Ніколс розташований за координатами 42°1′12″ пн. ш. 76°22′13″ зх. д. / 42.02000° пн. ш. 76.37028° зх. д. (42.020017, -76.370402).  За даними Бюро перепису населення США в 2010 році селище мало площу 1,34 км², уся площа — суходіл.

## Демографія
Згідно з переписом 2010 року, у селищі мешкало 512 осіб у 207 домогосподарствах у складі 137 родин. Густота населення становила 381 особа/км².  Було 233 помешкання (174/км²).
Расовий склад населення:
| - 99,6 % — білих - 0,2 % — чорних або афроамериканців - 0,2 % — азіатів |

До двох чи більше рас належало 0,0 %. Частка іспаномовних становила 0,8 % від усіх жителів.
За віковим діапазоном населення розподілялося таким чином: 24,2 % — особи молодші 18 років, 62,5 % — особи у віці 18—64 років, 13,3 % — особи у віці 65 років та старші. Медіана віку мешканця становила 41,5 року. На 100 осіб жіночої статі у селищі припадало 96,9 чоловіків;  на 100 жінок у віці від 18 років та старших — 86,5 чоловіків також старших 18 років.
Середній дохід на одне домашнє господарство  становив 65 915 доларів США (медіана — 58 750), а середній дохід на одну сім'ю — 72 301 долар (медіана — 61 146). Медіана доходів становила 35 000 доларів для чоловіків та 21 667 доларів для жінок. За межею бідності перебувало 16,7 % осіб, у тому числі 23,5 % дітей у віці до 18 років та 20,7 % осіб у віці 65 років та старших.
Цивільне працевлаштоване населення становило 312 осіб. Основні галузі зайнятості: освіта, охорона здоров'я та соціальна допомога — 22,4 %, виробництво — 17,0 %, роздрібна торгівля — 12,8 %, мистецтво, розваги та відпочинок — 11,9 %.